# 비즈니스 생태계
비즈니스 생태계(Business ecosystem)는 공급자, 유통업자, 아웃소싱 기업, 운송서비스 기업, 기술 제조업자들의 느슨하게 결합된 상호 의존적인 네트워크의 또 다른 용어다. 과거 산업구조는 각 역할 별로 고정되어 그 경계가 분명하고, 또 하나의 산업분야에 만 집중했지만 최근 몇몇 기업은 하나의 산업분야에만 참여하지 않고 해당산업 전반에 참여한다. 비즈니스 생태계는 여러 산업 사이에서 발생한다.

## 특징
- keyston firms 핵심기업: 소수, 비즈니스 생태계를 지배하여 플랫폼을 제공한다.
- Niche firms 틈새기업: 다수, 핵심기업이 만든 플랫폼을 사용한다.

### 비즈니스생태계에서의 정보시스템의 역할
핵심기업의 공개형 IT기반 플랫폼 개발에 도움을 준다. 디지털 기업 시대에서는 IT를 통한 산업생태계의 창조를 강조하는데 플랫폼 사용의 증가를 통해 한계비용은 감소하고 한계수익은 증가할 수 있기 때문이다. 소규모 기업(틈새기업)은 핵심기업들이 만들어 놓은 생태계에 진입하여 비즈니스 활동을 하기 위한 의사결정에 정보시스템을 이용한다.

## 같이 보기
- 기업가 정신
- 무역
- 지식
- 조직 (사회과학)
- 가치 (경제)
- 가치 사슬
- 가치 웹

## 참고 문헌
- Laudon, Kenneth C, Jane P. 《Management Information Systems 12/E: Managing the Digital Firm P.139》. Pearson Education Asia. ISBN-10 : 027375453X / ISBN-13 : 9780273754534.